# Wanstead (stanice metra v Londýně)
Wanstead je stanice metra v Londýně, otevřená 14. prosince 1947. Stavba stanice započala ve 30. letech minulého století, ale byla odložena kvůli vypuknutí druhé světové války. Nedostavěné tunely mezi stanicemi Wanstead a Gants Hill na východě byly mezi lety 1942 a 1945 použity pro výrobu munice společností Plessey. Budova, stejně jako obě další podpovrchové stanice na této větvi linky Central Line, byla navržena architektem Charlesem Holdenem. Dolů k nástupišti vnějšího typu se dostaneme po eskalátoru. Do roku 2003 zde fungoval původní eskalátor s dřevěnými schodišťovými stupni.
Autobusové spojení zajišťují linky: 66, 101, 145, 308, W12, W13, W14 a noční linky N8 a N55. Stanice se nachází v přepravná zóně 4 a leží na lince:
- Central Line mezi stanicemi Leytonstone a Redbridge.

| Rok  | Počet cestujících |
| ---- | ----------------- |
| 2011 | 2,57 mil.         |
| 2012 | 2,56 mil.         |
| 2013 | 2,73 mil.         |
| 2014 | 3,09 mil.         |
| 2015 | 2,90 mil.         |
| 2016 | 2,96 mil.         |
| 2017 | 2,95 mil.         |

## Galerie

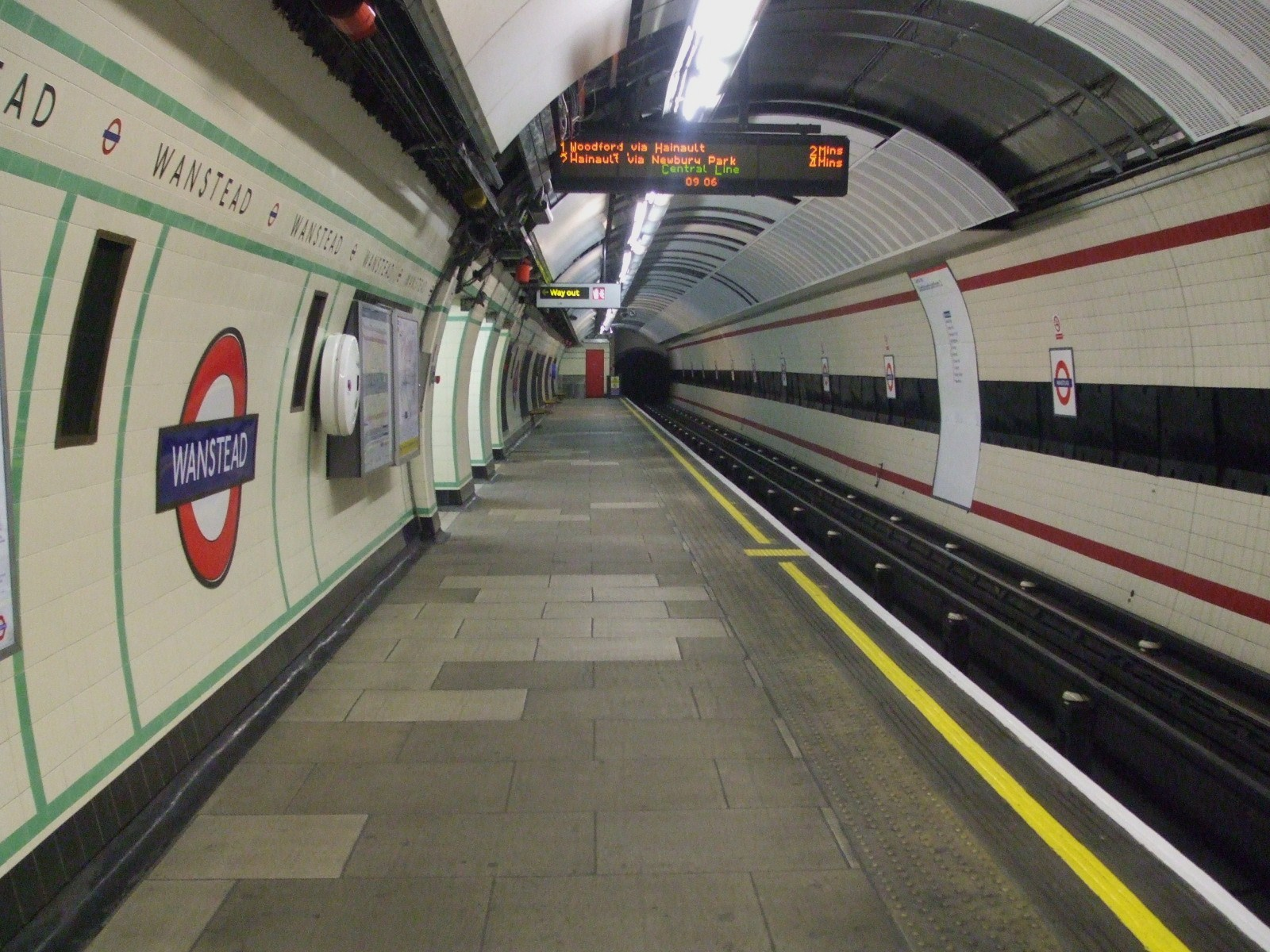
Pohled na nástupiště vlaků směřujících na východ, ukazující téměř kompletní rekonstrukci (foto: srpen 2008)
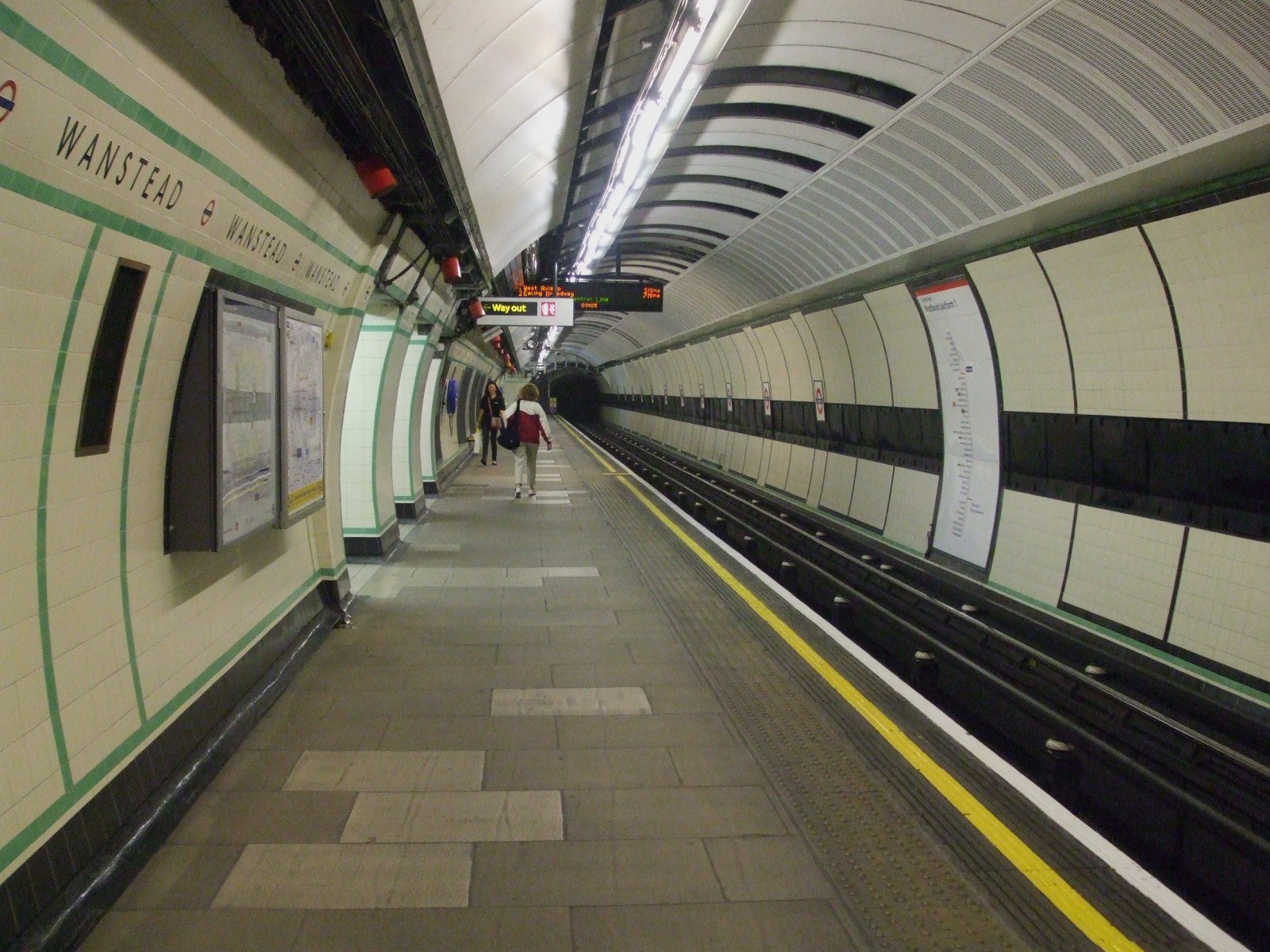
Pohled na nástupiště vlaků směřujících na západ, ukazující téměř kompletní rekonstrukci (foto: srpen 2008)
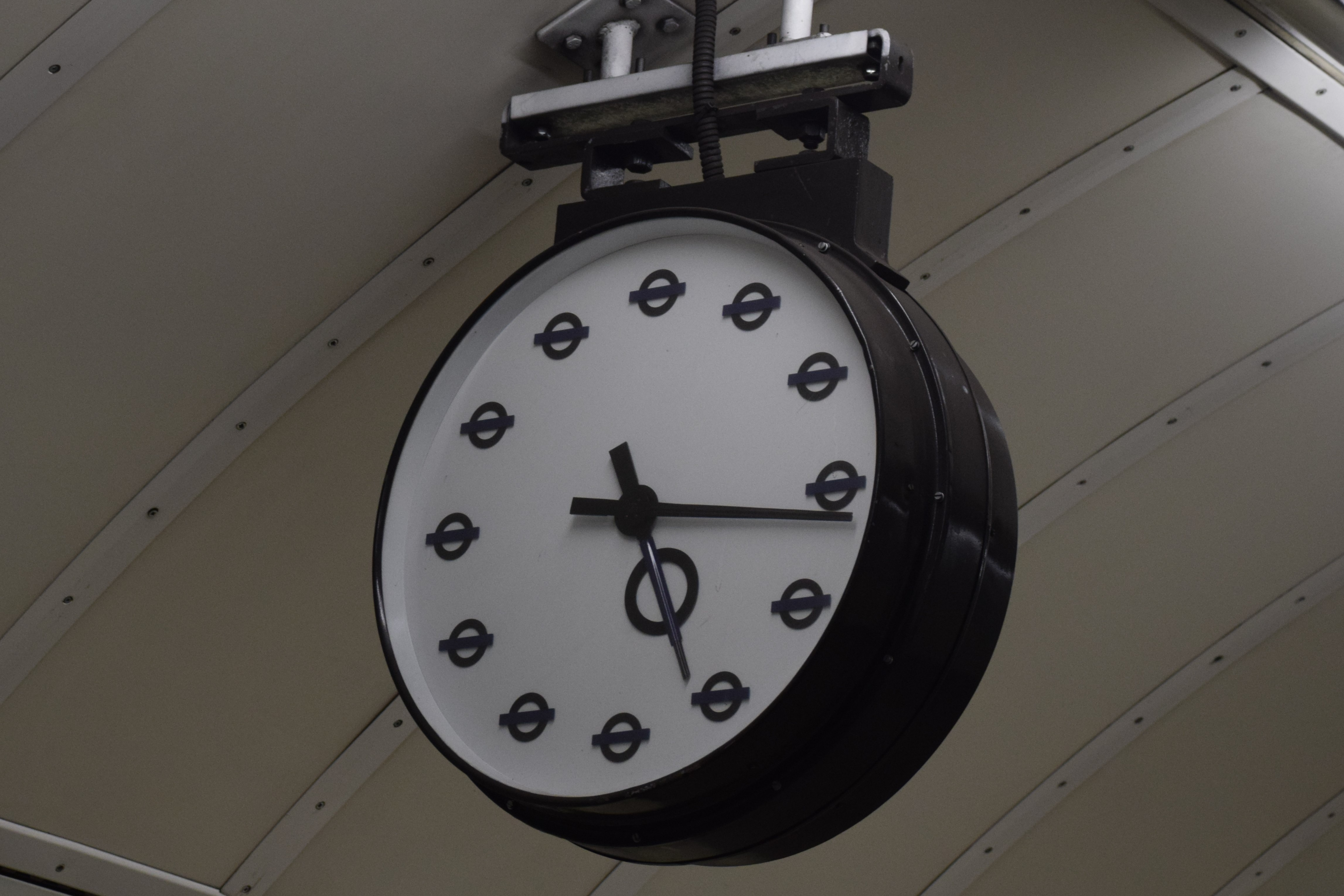
Hodiny na nástupišti (vlaky směřující na západ)
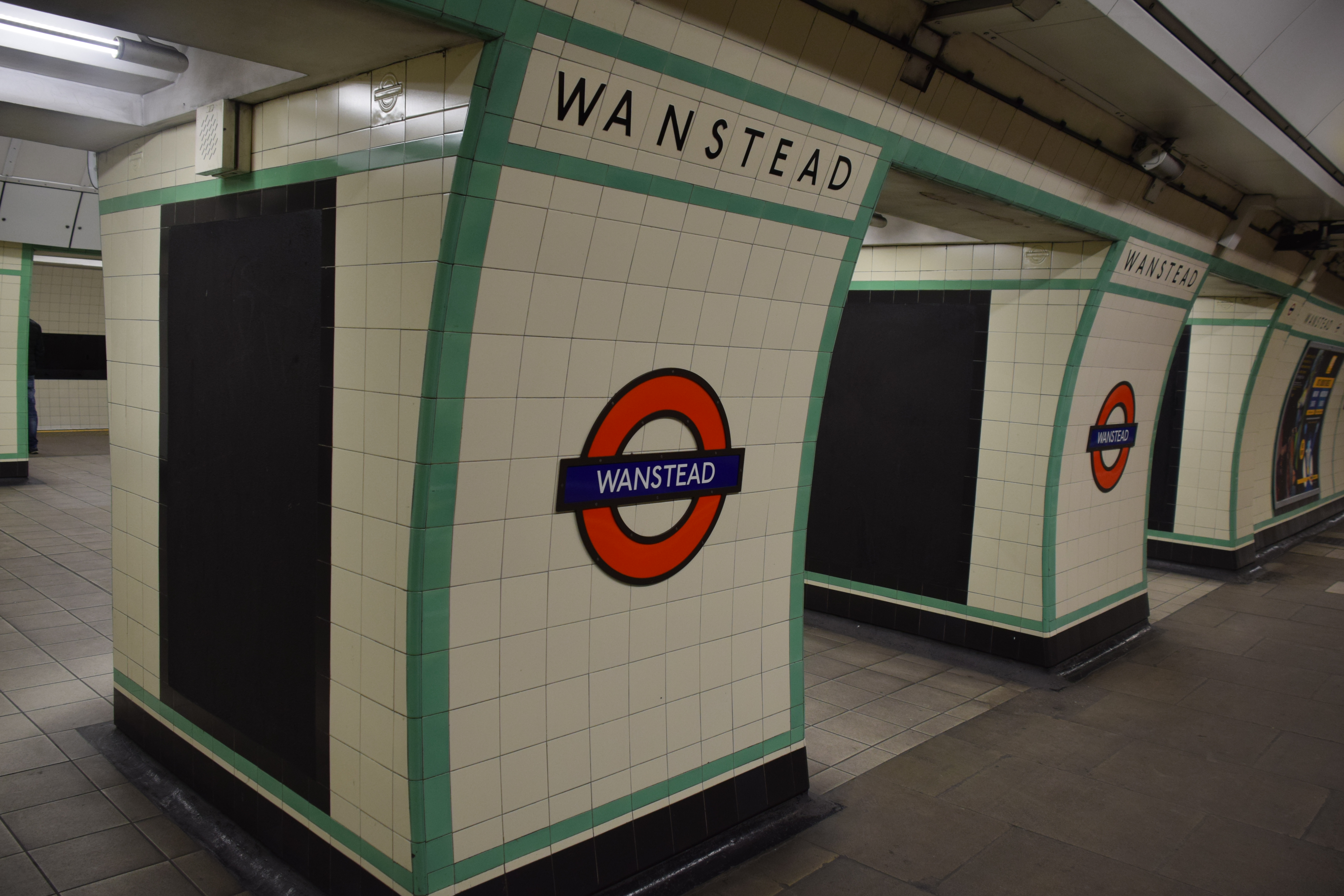
Wanstead
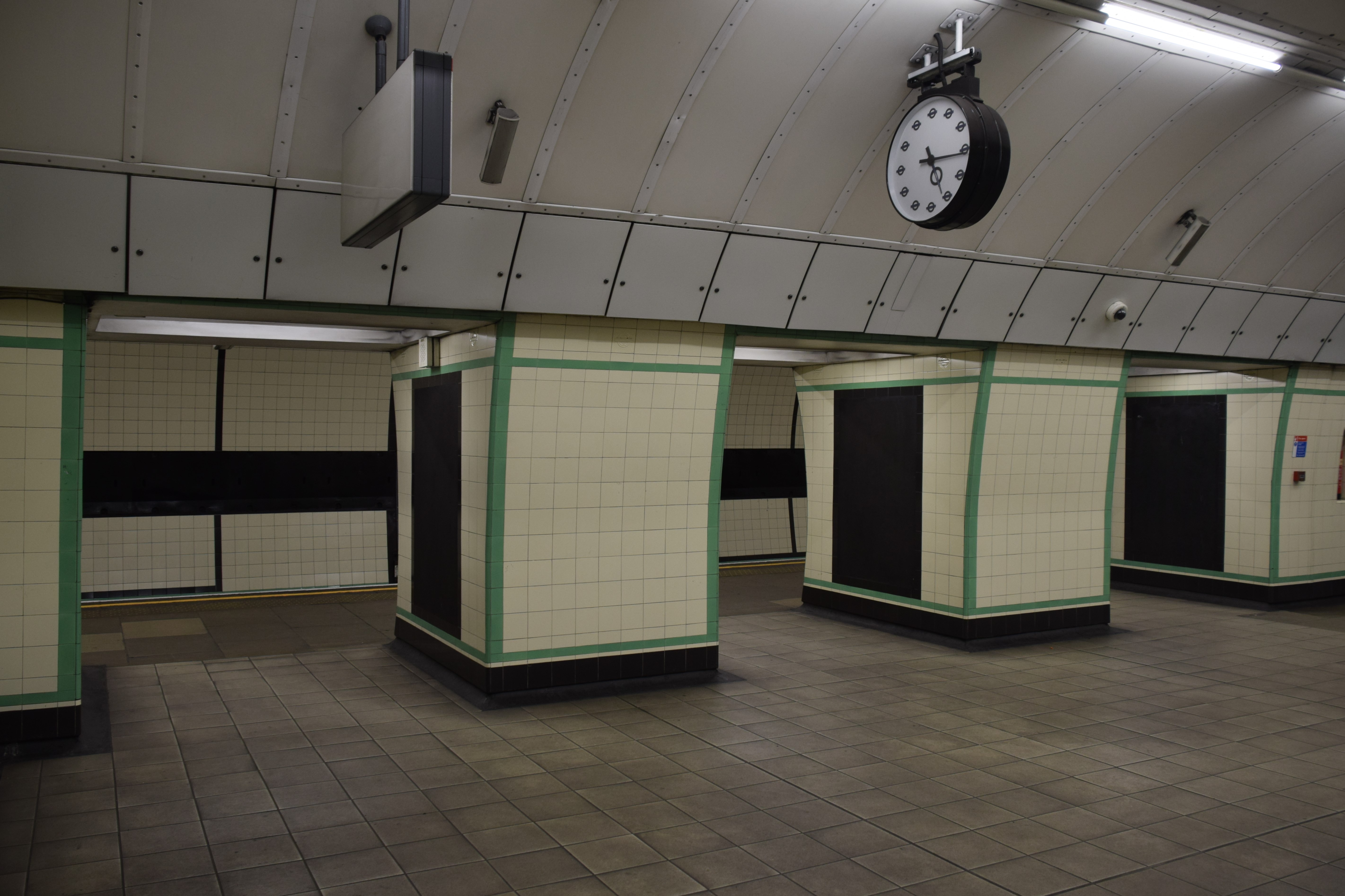
Wanstead
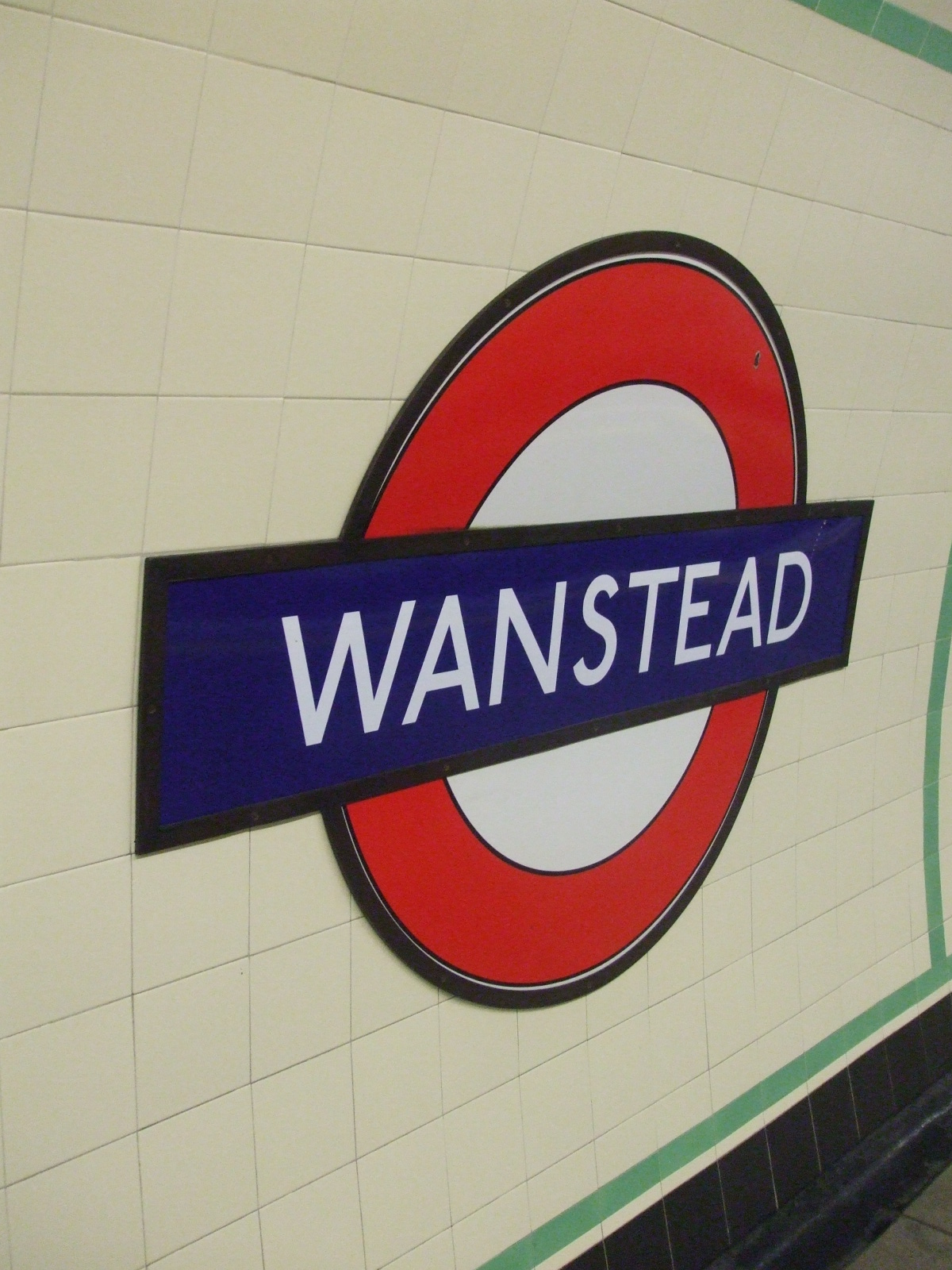
Logo londýnského metra se jménem stanice